# Karl von Schlieffen (General)
Johann Leo Karl Graf von Schlieffen (* 10. Januar 1792 in Stojentin; † 4. Dezember 1866 in Pau, Frankreich) war ein preußischer Generalleutnant, Ritter des Johanniterordens sowie Gutsherr auf Schwandt-Rosenow mit Marienhof in Mecklenburg-Schwerin.

## Leben

### Herkunft
Karl war ein Sohn des Hauptmanns a. D. und Herrn auf Stojentin Johann Ernst Ludwig von Schlieffen (1759–1819) und dessen Ehefrau Dorothea Luise, geborene von Kleist (1768–1820) aus dem Hause Segentin.

### Militärkarriere
Schlieffen absolvierte die Ecole militaire und trat nach dem Vierten Koalitionskrieg am 10. Mai 1808 als Portepeefähnrich in das Regiment der Garde der Preußischen Armee ein. Dort wurde er am 2. Mai 1809 zum Sekondeleutnant befördert und am 6. Oktober 1811 zur weiteren Ausbildung an die Allgemeine Kriegsschule kommandiert. Während der Befreiungskriege kämpfte er in den Schlachten bei Bautzen und Leipzig. Bei Paris wurde Schlieffen verwundet und mit dem Eisernen Kreuz II. Klasse sowie dem Orden des Heiligen Wladimir IV. Klasse ausgezeichnet.
Bis Ende März 1817 stieg er zum Kapitän und Kompaniechef auf. Am 30. März 1831 wurde er dann als Major und Kommandeur des III. Bataillons in das 21. Landwehr-Regiment versetzt. Nach einer Verwendung vom 30. März 1832 bis zum 29. März 1839 als zweiter Kommandeur des II. Bataillons im 2. Garde-Landwehr-Regiments wurde Schlieffen anschließend Bataillonskommandeur im Kaiser Franz Garde-Grenadier-Regiment Nr. 2 und in dieser Stellung am 12. September 1841 zum Oberstleutnant befördert. Am 22. März 1843 beauftragte man ihn dann zunächst mit der Führung des 26. Infanterie-Regiments und ernannte Schlieffen am 30. März 1844 unter Beförderung zum Oberst zum Kommandeur dieses Verbandes. In gleicher Eigenschaft war er vom 22. Oktober 1844 bis zum 2. August 1848 im 2. Garde-Regiment zu Fuß tätig. Von dort kam er am 3. August 1848 als Kommandeur der 5. Infanterie-Brigade nach Frankfurt (Oder). Am 2. Mai 1849 wurde er Kommandeur der mobilen Infanterie-Brigade bei Görlitz, mit der er an der Niederschlagung der Badischen Revolution teilnahm. Dafür wurde ihm 20. September 1849 der Rote Adlerorden II. Klasse mit Eichenlaub und Schwertern verliehen. Bereits am 21. Juli 1849 hatte man ihn zum Kommandeur der 2. Garde-Landwehr-Brigade in Berlin ernannt. Schlieffen bekam am 4. April 1850 die Beförderung zum Generalmajor und wurde am 16. Juni 1850 mit der Wahrnehmung der Geschäfte als Kommandant von Berlin beauftragt. Am 27. März 1851 wurde er zusätzlich zum Kommandeur der 1. Garde-Landwehr-Brigade ernannt und am 21. Juni 1851 mit dem Sankt-Stanislaus-Orden I. Klasse ausgezeichnet. 
Am 22. Juli 1851 erhielt Schlieffen die Mitteilung, ab dem 8. August den Posten als Kommandant von Rendsburg für zwei Monate zu übernehmen. Für die Dauer dieser Tätigkeit wurde ihm mit den Befugnissen eines Divisionskommandeurs die Militärgerichtsbarkeit und das Bestätigungsrecht über die ihm unterstellten Truppen erteilt. Nach einer Verlängerung folgte am 4. November 1851 seine Ernennung zum Kommandeur der 1. Garde-Infanterie-Brigade und außerdem beauftragte man ihn mit der Wahrnehmung der Geschäfte als Kommandant von Potsdam. Am 13. Juli 1854 bekam er den Stern zum Roten Adlerorden II. Klasse mit Eichenlaub und Schwertern. Unter Verleihung des Charakters als Generalleutnant nahm Schlieffen am 26. März 1855 seinen Abschied mit Pension. Am 18. Januar 1864 wurde er Ehrensenior des Eisernen Kreuzes II. Klasse. Er starb am 4. Dezember 1866 in Pau in Frankreich.

### Familie
Schlieffen heiratete am 7. Juni 1820 in Potsdam Luise Clementine von Wedel (1801–1836). Das Paar hatte mehrere Kinder:
- Otto Karl Ludwig (1821–1897), Major, Herr auf Schmandt ⚭ 1859 Anna August Antonie von Voss-Luplow (1840–1890)
- Wilhelmine Ottilie Karoline Clementine (* 1822)
- Auguste Helene Marie (* 1824)
- Bertha Wilhelmine Caroline Agathe (* 1827)
- Eduard Karl Wilhelm (1829–1907), preußischer Generalmajor

⚭ 1862 Valeria zu Dohna-Schlodien (1844–1876), Tochter von Hermann zu Dohna-Kotzenau
⚭ 1878 Henriette von Witzleben (* 3. März 1855) (Witwe heiratet 1915 Ferdinand von Stockhausen)
- Helene Luise Caroline (* 1831)
- Wilhelm Karl Viktor (1832–1904), Oberstleutnant ⚭ 1857 Hilda von Schulz (1838–1917), Eltern von Karl-Klemens Viktor von Schlieffen (* 19. Juni 1858), Generalmajor
- Eugen Leo Oskar (1834–1904), Oberst ⚭ 1861 Freda Marie Hermine Gräfin zu Dohna-Schlodien (1842–1903), Tochter von Hermann zu Dohna-Kotzenau